# Kyle Massey

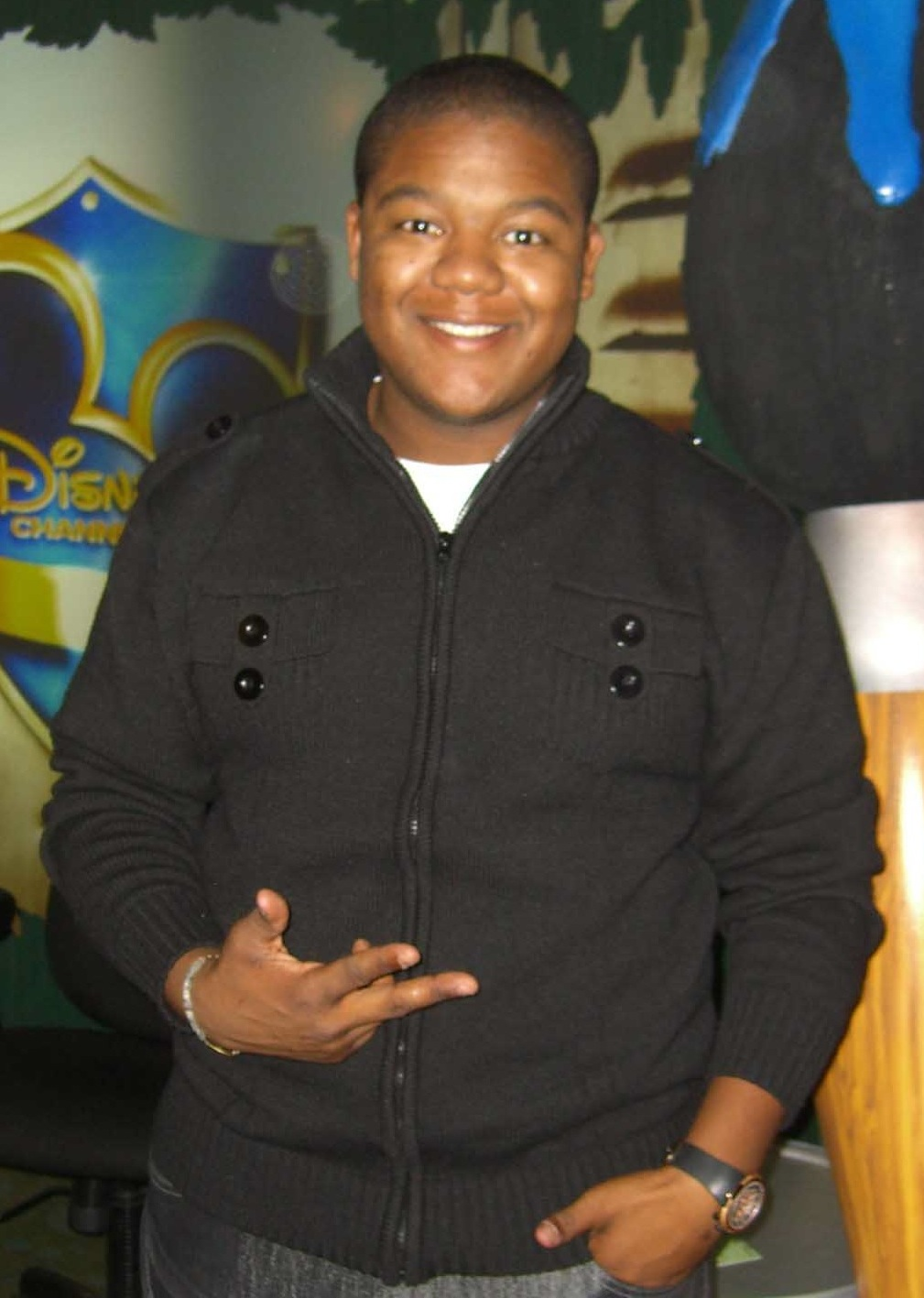
Kyle Massey

Kyle Orlando Massey (* 28. August 1991 in Atlanta, Georgia) ist ein US-amerikanischer Schauspieler und Rapper. Besondere Bekanntheit erlangte er durch seine Rolle des Cory Baxter in Raven blickt durch und Einfach Cory! Massey ist auch bekannt für seine Hauptrolle in Gut gebellt ist halb gewonnen. Kyle Massey ist der jüngere Bruder von Christopher Massey, der als Darsteller in der Serie Zoey 101 spielte.

## Karriere
Kyle Masseys großer Durchbruch kam mit seiner Rolle bei Raven blickt durch. Er spielt dort die Rolle von Ravens jüngerem Bruder Cory, die er auch im Ableger von Raven blickt durch, Einfach Cory! übernimmt. Zusammen mit Maiara Walsh singt er das Titellied In the House. 2005 spielte er auch im Disney Channel Original Movie Gut gebellt ist halb gewonnen mit. Er machte auch bei den drei Disney Channel Games mit und war 2007 Kapitän des gelben Teams. Er rappt auch mehrere Songs für Disney, aber auch für Shaggy Dog – Hör' mal, wer da bellt, obwohl er meint, dass er nicht singen kann.

## Filmografie (Auswahl)

### Filme
- 1999: Selma, Lord, Selma
- 1999: Passing Glory
- 2005: Gut gebellt ist halb gewonnen (Life Is Ruff)
- 2011: Beethovens abenteuerliche Weihnachten (Beethoven's Christmas Adventure)

### Fernsehen
- 2003–2007: Raven blickt durch (That's So Raven)
- 2003: Practice – Die Anwälte (The Practice) (Gastrolle)
- 2006–2007: American Dragon (American Dragon: Jake Long) (Stimme)
- 2007–2008: Einfach Cory! (Cory In The House)
- 2010–2014: Der Fisch-Club (Fish Hooks) (Stimme)

## Diskografie

### Songs
- Underdog Raps – Underdog – Unbesiegt weil er fliegt: Original Soundtrack
- Jingle Bells – Disney Channel Holiday CD
- In The House – Einfach Cory (mit Maiara Walsh)
- It's a Dog – Gut gebellt ist halb gewonnen

### Musikvideos
- It's a Dog – Gut gebellt ist halb gewonnen
- Underdog Raps – Underdog – Unbesiegt weil er fliegt

### Soundtracks
- Disney Channel Holiday CD
- Shaggy Dog – Hör' mal, wer da bellt
- Gut gebellt ist halb gewonnen